# Pashtunwali
Pashtunwali (em pachto: پښتونوالی) ou pakhtunwali é um conceito de vida ou filosofia para o povo pachto, que o tem um código de honra e uma lei não-codificada. Embora o Pashtunwali remonte ao período pré-islâmico da Báctria, a sua prática pelos pachtos não contradiz, necessariamente, os princípios muçulmanos. É praticado pelos pachtos do Afeganistão, Paquistão e por membros da diáspora pachtun por todo o mundo.

## Descrição
O pashtunwali é um código de leis e uma ideologia não-codificados da sociedade pashtun, herdado de seus antepassados. É uma força dominante na cultura e identidade pashtun. O pashtunwali é conservador e oligárquico, e conseguiu manter um equilíbrio dialético poderoso na sociedade pashtun, complementando-a em diversas de suas alterações legais, políticas, econômicas e culturais.
Além da importância dada ao pashtunwali pelos seus princípios que têm raízes no islã, também considera-se uma responsabilidade de cada pashtun descobrir e redescobrir a essência e o significado do pashtunwali.
O pashtunwali consiste de conceitos, como Khpelwaki (auto-autoridade), Sialy (igualdade), Jirga (assembleia), Mishertob (anciões), Ezaat (respeito de todas as pessoas),  Roogha (reconciliação ou compromisso), Badal (vingança), Barabari (equivalência), Teega/Nerkh (lei), Aziz/Azizwale (clã/união com o clã), Terbor/Terborwali (rivalidades tribais), Nang (honra), Ghairat (orgulho), Oogha Warkawel (conduzir as pessoas necessitadas), Pannah Warkawel (oferecer asilo), Ashar (partilhar o trabalho cooperativo), Zhamena (compromisso), Melayter (benfeitores), Chegha (chamada à ação), Soolah (trégua), Panah (proteção), entre outros.[carece de fontes?] Organiza-se numa estrutura oligárquica, que enfatiza a Jirga, Sialy e Barabary e num sistema defensivo composto por Jirga, Chegha e Arbakai (sistema de milícias de aldeias). Legalmente, estrutura-se em Jirga, Teega/Nerkh, Pannah e Roogha. Este sistema permitiu a administração de todos os assuntos sociais e internos da sociedade pashtun/pakhtun, antes e depois do islamismo, e criou governos locais, pequenos e grandes, na Ásia Central e Meridional.
Não existem instituições estatais para assegurar a implementação do código, porém os membros da sociedade pashtun internalizam estas normas sociais, a tal ponto que passam a fazer parte da consciência individual, em vez de uma ordem executiva expedida por uma autoridade. O pashtunwali não deriva de qualquer autoridade, temporal ou divina, e está, portanto, aberto ao debate e à reinterpretação de acordo com as necessidades da sociedade e da mudança dos tempos.
O pashtunwali incorpora todos os princípios de um grupo social auto-suficiente; seus dois princípios de Siali (competição) e Mailmastia (hospitalidade) representam dois princípios sociais necessários para assegurar o progresso de uma sociedade através da competição, e através da cooperação. Os elementos de conflito e cooperação são equilibrados cuidadosamente na constituição do pashtunwali; conceitos como Nang (honra), Siali e Badal (retribuição) estão abertos à interpretação à medida que as necessidades sociais e a percepção coletiva do grupo mudarem com relação às realidades objetivas que experimentam.